# Закубанский
Закуба́нский — посёлок в Темрюкском районе Краснодарского края.
Входит в состав Краснострельского сельского поселения.

## Население
| 2002 | 2010 |
| ---- | ---- |
| 15   | ↘0   |

## Улицы
В посёлке имеется одна улица — Центральная.